# Asapharcha
Asapharcha is een geslacht van vlinders van de familie tastermotten (Gelechiidae).

## Soorten
- A. crateropa Meyrick, 1930
- A. strigifera Meyrick, 1920